# بن پترسون
بن پترسون (انگلیسی: Ben Peterson؛ زادهٔ ۲۷ ژوئن ۱۹۵۰) کشتی‌گیر اهل ایالات متحده آمریکا بود.
وی در مسابقات کشوری و بین‌المللی در مجموع برندهٔ ۲ مدال طلا، ۱ مدال نقره، ۱ مدال برنز شده‌است.